# 南郷三郎
南郷 三郎（なんごう さぶろう、1878年10月30日 - 1975年10月2日）は、日本の実業家。

## 来歴
兵庫県灘（現・神戸市）に生まれる。父は元加賀藩士の南郷茂光、兄に講道館2代館長の南郷次郎、弟に画家の九里四郎がいる。
1900年、高等商業学校（現・一橋大学）を卒業。高商在学中は柔道部を創設するなどスポーツ面でも活動した。卒業同年に日本綿花（現・双日）に入社。1932年に日本綿花社長に就任する。その後、尼崎土地をはじめ複数の企業で社長を歴任した。団体役員としては、日中輸出入協会理事長、日本貿易振興会会長、貿易統制会長、財団法人日本貿易振興協会副会長などを務めた。
1918年にアキレス腱断裂の怪我を負い、そのリハビリとしてゴルフを始める。1924年に日本ゴルフ協会(JGA)が設立された際に代表メンバーの一人となり、初代チェアマンも務めたほか、関西ゴルフ協会の創設にも関与した。
1954年、民間貿易の再開を働きかけるため、日中輸出入組合が設立され、初代理事長に日綿社長の南郷三郎が就任した。そして昭和33年に輸出入組合として訪中した際、毛沢東首席と会談した。
1960年に藍綬褒章、1964年に勲二等瑞宝章を受章。死後、従三位・勲一等瑞宝章を贈られた。